# Urophora sogdiana
Urophora sogdiana
 es una especie de insecto del género Urophora de la familia Tephritidae del orden Diptera. 
Valery Korneyev y Merz la describieron científicamente por primera vez en el año 1998.